# Koptiv, Mirhorod
Koptiv (în ucraineană Коптів) este un sat în comuna Solonți din raionul Mirhorod, regiunea Poltava, Ucraina.

## Demografie
Componența lingvistică a localității Koptiv
     Ucraineană (96,43%)
     Rusă (3,57%)
Conform recensământului din 2001, majoritatea populației localității Koptiv era vorbitoare de ucraineană (96,43%), existând în minoritate și vorbitori de rusă (3,57%).